# Akbal

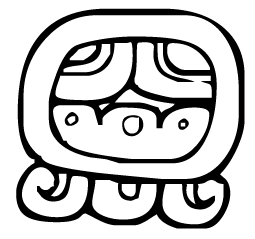
Het zegel voor Akbal.

Akbal is de naam van het derde zegel van de Tzolkin-Maya-kalender.
Akbal staat voor de blauwe nacht waarin alles aanwezig is, maar nog ongemanifesteerd. Het is de hoorn des overvloeds, maar kan ook de doos van Pandora zijn. Akbal is tevens een metafoor voor de tempel, het huis, de baarmoeder waar niets en tegelijkertijd alles aanwezig is. Akbal staat ook voor de droom, zowel onder- als bovenbewustzijn.